# Echelus
Echelus es un género de peces anguiliformes de la familia Ophichthidae.

## Especies
Se reconocen las siguientes especies:
- Echelus myrus
- Echelus pachyrhynchus
- Echelus uropterus